# Astro Ria
Astro Ria是馬來西亞Astro擁有的以马来语播出為主的马来语娱乐综合频道，该频道主要播出来的本地圈电视剧、综艺节目、美食、休闲、旅游节目以及电影等等。

## Astro Ria HD
Astro Ria HD是Astro第三個马来语高清頻道，於2015年5月29日正式啟播。该频道於其標清频道同步播出所有節目。